# Cremastus politus
Cremastus politus là một loài tò vò trong họ Ichneumonidae.